# Szécsi Miklós (nádor)
Szécsi Miklós (1320 körül – 1387 körül) a Szécsi család felsőlindvai (Felsőlendva) ágának őse. 1385-1386 között töltötte be a nádori méltóságot, 1346-tól három évig horvát-szlavón bán, amit 1358-66, 1374-75 és 1375-80-ban is viselt, míg 1366-68 és 1372-73-ban csak szlavón bán volt. 1369-ben három évig, majd 1381-ben újabb három évig viselte az országbírói tisztséget.

## ÉLete
A Balog nemzetségbeli főnemesi felsőlendvai Széchy család sarja. Édesapja Széchy Péter (fl. 1297–1329), Nógrád vármegye főispánja, 1301-ben szandai várnagy, földbirtokos, anyja az Aba nemzetségbeli Debrői Sebe asszony, Debrői Demeter (fl. 1303–1318) mesternek a lánya. Az anyai nagyapai dédapja Debrői Makján (fl. 1271–1300), nagybirtokos, aki 1286-ban a Magyar Királyság nádora volt. Széchy Miklósnak az egyik testvére Széchy Ivánka (fl. 1342–1348), asztalnokmester volt a királyi udvarban.
Először 1336-ban tűnt fel és 1342-ben kinevezték asztalnokmesterré. 1343-tól 1346-ig viselte Nógrád, Sáros és Szepes ispánja volt, valamint szepesvári és sárosi várnagy.
1345-ben I. Lajos sereggel küldte Lengyelországba, mert a csehek ostrom alá fogták Krakkót. 1350-ben Szörény bánjává tették tisztségét öt évig viselte. 1350-ben Lajos Nápoly ellen indította második hadjáratát, amelyben Szécsi is részt vett. 1352-ben Lajos a pogány Litvánia ellen indított hadjáratot, s Szécsi ebből is kivette részét. A halicsi Belzet a litvánok védték a magyar támadásokkal szemben. Hosszas ostrom után sikerült visszaverniük a minden magyar támadást és az akció kudarcba fulladt. Szécsi maga is megsebesült. Hazatérte után 1354-ben egy évig Krassó ispánja, azt követően három évig az országbírói tiszt mellett turóci ispán is volt. 1381-től 1382-ig Vas és Pozsony vármegyék, 1383-ban Zala vármegye ispánjának tisztségét töltötte be.
Lajos utolsó éveiben kormányozta a Délvidéket kemény kézzel, mert a főurak túlzottan kezdtek megerősödni. 1370-ben a Rómában járt követségben. Lajos halála után Luxemburgi Zsigmondot támogatta és az országot vezető kormányzótanács vezetője volt. Szolgálataiért Zsigmond neki adta Felsőlindvát uradalmával egyetembe, ezzel megalapozta a felsőlindvai Szécsi családot. Fiai halála után megkapták a szentgotthárdi apátságot is.

## Házassága és leszármazottjai
Széchy Miklós feleségül vette Debreceni Dózsa (fl. 1294–1323) nádor unokáját, Debreceni Pál (fl. 1322–1360) szabolcsi főispánnak a lányát, Debreceni Margitot, akitől négy fiú- és egy leánygyermeke született:
- Széchy János (fl. 1383–1425), mester, nagybirtokos. 1.f.: Stubenberg Borbála. 2.f.: Ellerbach Katalin
- Széchy Ferenc
- Széchy Miklós (fl. 1383–1429), tárnokmester, nagybirtokos. Felesége: Garai Ilona, idősebb Garai Miklós (†1386) nádornak a lánya.
- Széchy Péter. Neje: Pölöskei Sára.
- Széchy lány. Férje: alsólendvai Bánffy János (fl. 1366–1396), aki 1366 és 1372 között Varasd megye főispánja, 1381 és 1385 között Szlavónia bánja, majd 1386 és 1387 között macsói bán volt.